# Dalekie Ramię Trzech Kiloparseków

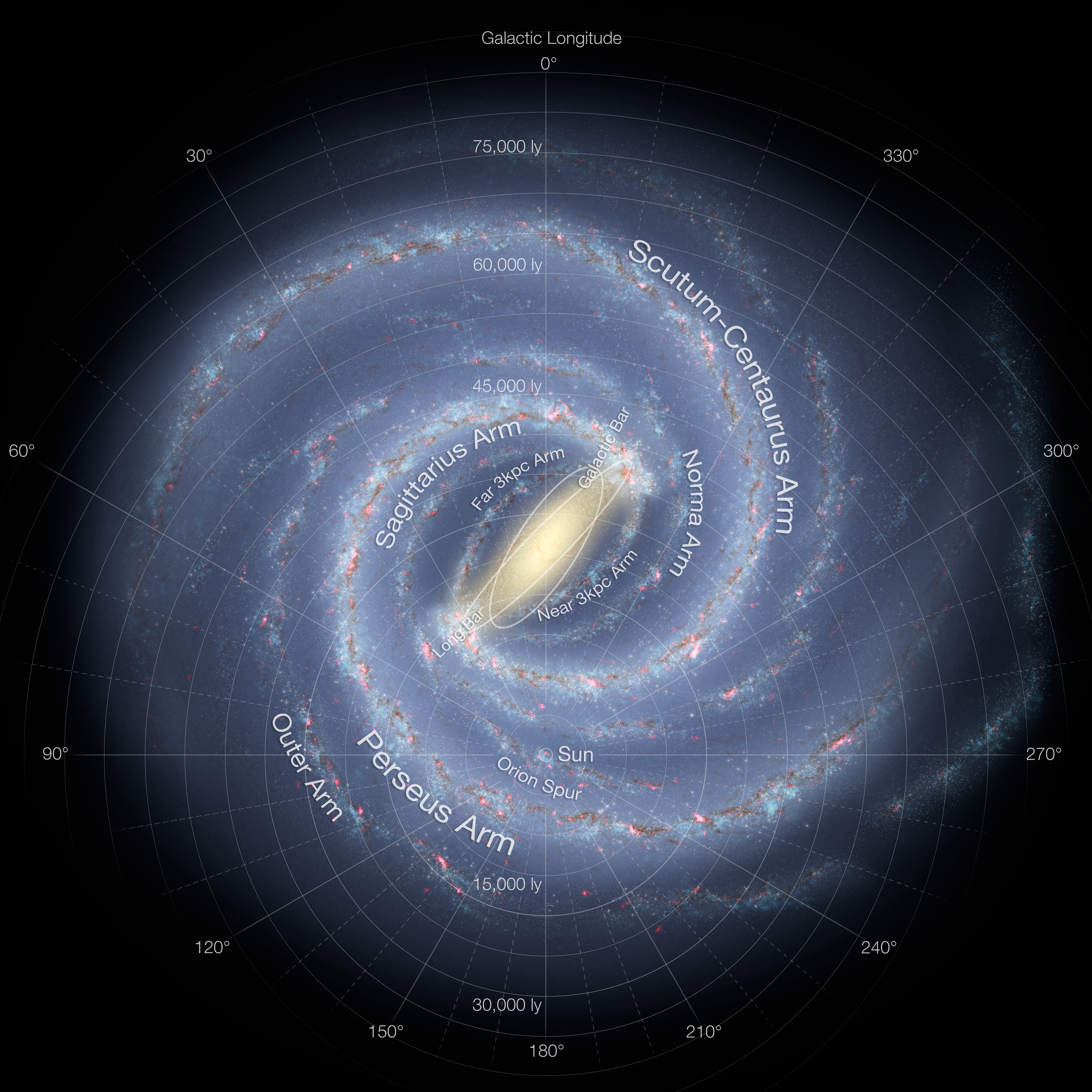
Droga Mleczna z zaznaczonym Dalekim Ramieniem Trzech Kiloparseków (Far 3kpc Arm)

Dalekie Ramię Trzech Kiloparseków – jedno z mniejszych i słabo widocznych ramion spiralnych Drogi Mlecznej.
Dalekie Ramię Trzech Kiloparseków zostało odkryte dopiero w 2008 przez Toma Dame’a i Patricka Thaddeusa z Harvard-Smithsonian Center for Astrophysics. W przeciwieństwie do innych ramion naszej Galaktyki nie zostało ono odkryte obserwacyjnie, lecz poprzez analizę danych astrometrycznych. Znajduje się ono w odległości około 10 000 lat świetlnych od jądra Drogi Mlecznej, po przeciwnej stronie niż Słońce.
Wraz z Bliskim Ramieniem Trzech Kiloparseków, ramię to wyróżnia skompresowany gaz międzygwiezdny przepływający wzdłuż obu stron centralnej poprzeczki naszej Galaktyki. Obecność obu wewnętrznych ramion spiralnych Drogi Mlecznej została zarejestrowana przez Toma Dame’a i Patricka Thaddeusa w danych radiowych ukazujących emisję cząsteczek tlenku węgla w płaszczyźnie Galaktyki.